# Soligor

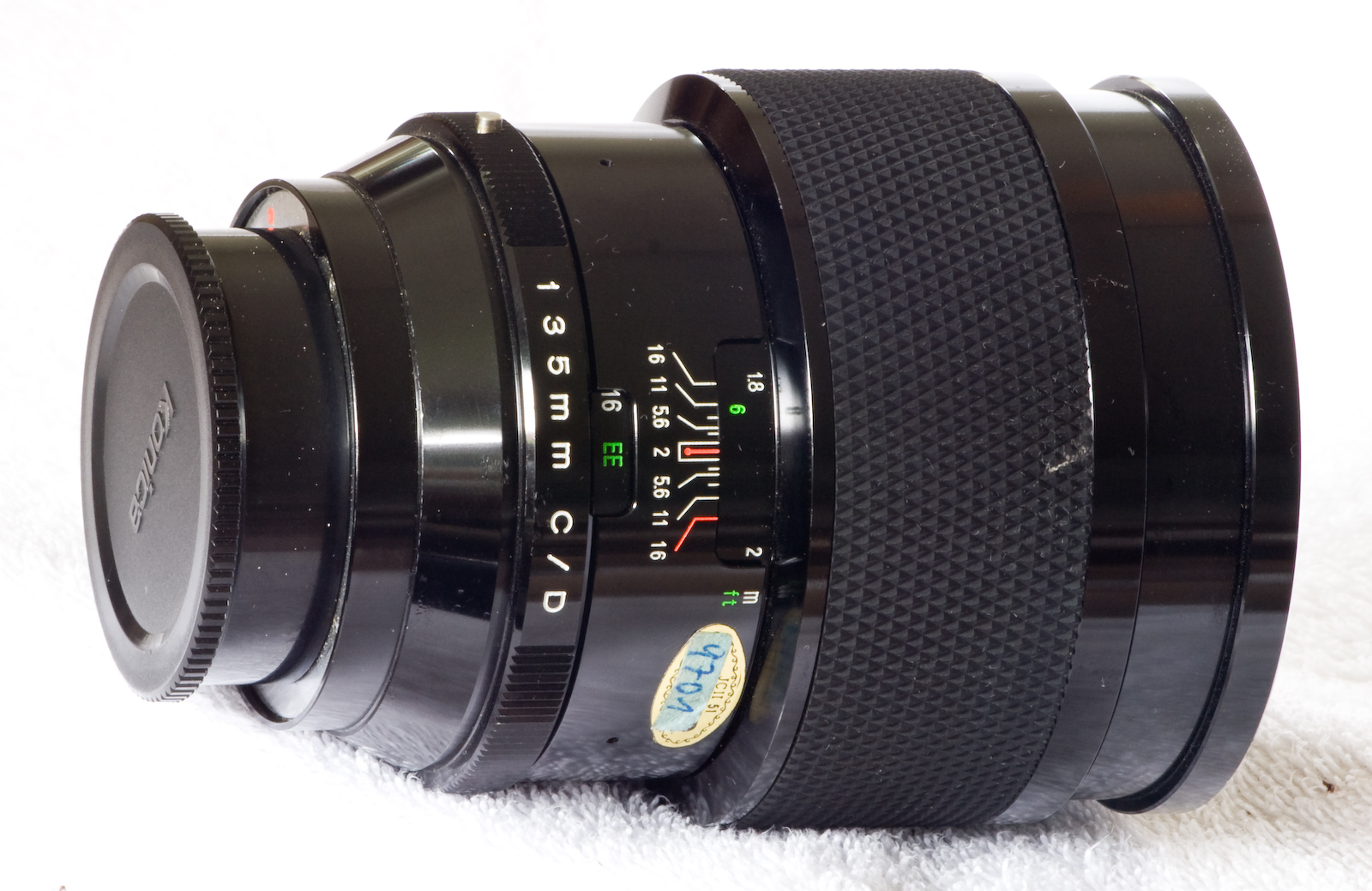
Soligor 135/2.0

Soligor era originalmente una marca comercial de American Allied Impex Corporation, utilizada desde 1956 para lentes y cámaras posteriores importadas de Japón. Importó cámaras de Japón y también tomó el control de las empresas en Japón. Entre los primeros productos se encuentran las cámaras Miranda T y Soligor.
Soligor GmbH es un fabricante alemán de equipos fotográficos, ópticos, equipos de vigilancia, y productos electrónicos personales.  Fundado en Stuttgart en 1968 como A.I.C. Phototechnik GmbH por Allied Impex Corporation (EE. UU.), la empresa cambió su nombre oficial en 1993 para que coincida con la marca utilizada en los productos ópticos. 
Los productos más comúnmente encontrados fueron fabricados en Japón (a un estándar bastante razonable-muchos por Tokina) bajo la marca Soligor, así como por Miranda, (que fue adquirida por Allied Impex en la década de 1960.) La compañía también parece haber tenido una asociación con Vivitar, (la montura intercambiable T4, por ejemplo).
La compañía se encuentra actualmente en Leinfelden-Echterdingen, a las afueras de Stuttgart, en Baden-Württemberg.

## Montaje Intercambiable T4
El más famoso asociado con Soligor, diseñado en la década de 1960 (aparentemente por Tokina), el montaje T4 estaba destinado a competir con el hilo en T de Tamron, y los posteriores montajes Adapt-A-Matic. La idea detrás de estos montajes era 'un lente, cualquier montura'. Un minorista, por ejemplo, sólo tenía que mantener un modelo de lente y algunas monturas baratas, en lugar de muchos lentes en cada montura de lente diferente. Permitió la apertura automática, la apertura de indexación/instalaciones de medición.
Se ofrecieron monturas en casi todos los accesorios populares. Fue reemplazado por el sistema TX, (aunque el soporte T4 era compatible con lentes TX) Vivitar como marca era propiedad de Ponder & Best en ese tiempo (T4 para dos). 
- Soportes intercambiables T4 producidos para:
  - Canon FL (igual que FD)
  - Minolta SR (utilizada en la línea de lentes MC y MD)
  - Miranda Bayonet (todas excepto Sensorex)
  - Miranda Sensorex
  - Nikon F - Plata o negro
  - Pentax/Praktica Tornillo universal (M42)
  - Petri
  - Topcon RE